# طاهر عبد الغفور الأطرقجي
طاهر عبد الغفور الاطرقجي ضابط وقائد عسكري عراقي سابق. برتبة عميد (زعيم) شارك في حرب فلسطين عام 1948. وهو أحد مؤسسي الجيش العراقي.
زامل الملك غازي بن فيصل الأول في الكلية العسكرية سنة 1927. احيل على التقاعد في بيان حركة تموز 1958

## ولادته ونشأته
ولد في مدينة الموصل في محافظة نينوى في منطقة الحويرة التابعة لمحلة الباب الجديد سنة 1909 م من والد ينحدر من قبيلة العبيد وكان يعمل بمهنة الاطرقجية (تجارة السجاد والبسط) اما والدته فهي مريم بنت الحاج أحمد بن الحاج طه الخطيب من اسرة الخطيب حيث أنها ابنة أخ رجل الدين والعالم الجليل صالح بن طه الخطيب والذي اجاز اجيالا من العلماء الاعلام ومنهم الحاج محمد الرضواني وكان من كبار العلماء في زمانه وهو والد العلماء الافاضل سعد الدين الخطيب ومحمد رشيد الخطيب

## دراسته
اكمل الدراسة المتوسطة عام 1927 واراد شقيقه الأكبر الحاج إبراهيم ارساله إلى الشام لدراسة الطب الا ان رغبة طاهر وحبه الكبير وولعه الشديد بالحياة العسكرية جعلته يلتحق بالمدرسة العسكرية الملكية (الكلية العسكرية حاليا) في 1 ايلول 1927 بدورتها الرابعة وتخرج فيها عام 1930 وكان من دفعته (دورته) (حسين العمري وخليل جميل وسعدي علي وحميد سيد عمر الهاشمي وناجي سعيد الطبقجلي وموسى بطي ومنيب محمد علي وطارق سعيد ونوح الجلبي) ولقد زامل فيها طاهر عبد الغفور الملك غازي ابن فيصل الاولمدة ثلاث سنوات لان الملك غازي قضى خمسة سنوات (لكونه اعتبر من حملة شهادة الابتدائية دورة أبناء العشائر) بعد تخرج طاهر من المدرسة العسكرية الملكية سنة 1930 ولوعه وهواه بالفروسية ولقربها من طبائعه وسلوكه اختار مهنة الفرسان (صنف الخيالة) نسب أول الامر كامر رعيل في كتيبة الخيالة الثالثة وفي 9 اذار 1933 نقل إلى منصب امر رعيل خيالة في سرية الحرس الملكي في زمن الملك فيصل الأول

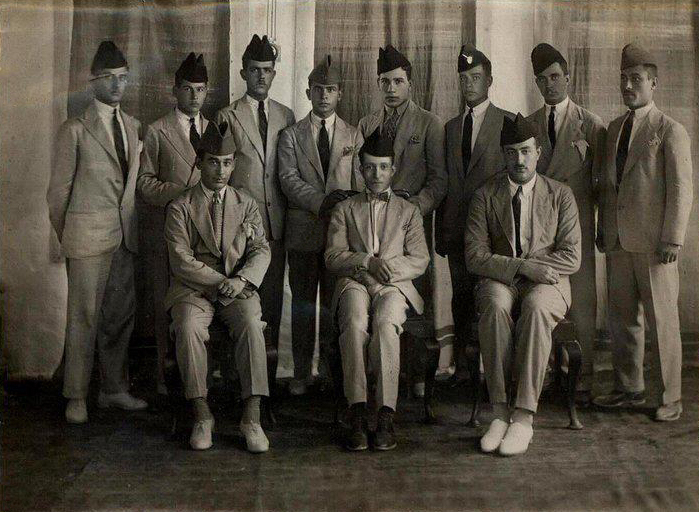
الزعيم طاهر عبد الغفور مع الملك غازي

## الاوسمة والانواط والجوائز
منح وسام السيف درجة الصليب من قبل ملك السويد عند زيارته للعراق بموجب الإرادة الملكية 367 في 18 تموز 1936 حيث اعجب بما قام به من اداء لدى استقباله عندما كان امرا لحرس الشرف. منح نوط الشجاعة بموجب الإرادة الملكية المرقمة 71 في 17 شباط 1936 ومنح نوطي الحرب والنصر عا م 1951 نوط فيصل الثاني سنة 1953 وسام الرافدين سنة 1957 إضافة إلى انواط عسكرية أخرى. في عام 1931 قام ولي عرش العراق الأمير غازي بن فيصل بزيارة تفقدية للموصل والوحدات العسكرية فيها ورعى احتفالية عسكرية ورياضية فيها نيابة عن الملك فيصل الاول حيث فاز الملازم الخيال طاهر عبد الغفور بكأس الفائز الأول في السباحة راكبا (مع الفرس) والفائز الأول في السباحة راجلا (يترجل عن الفرس ويسبحون سوية).

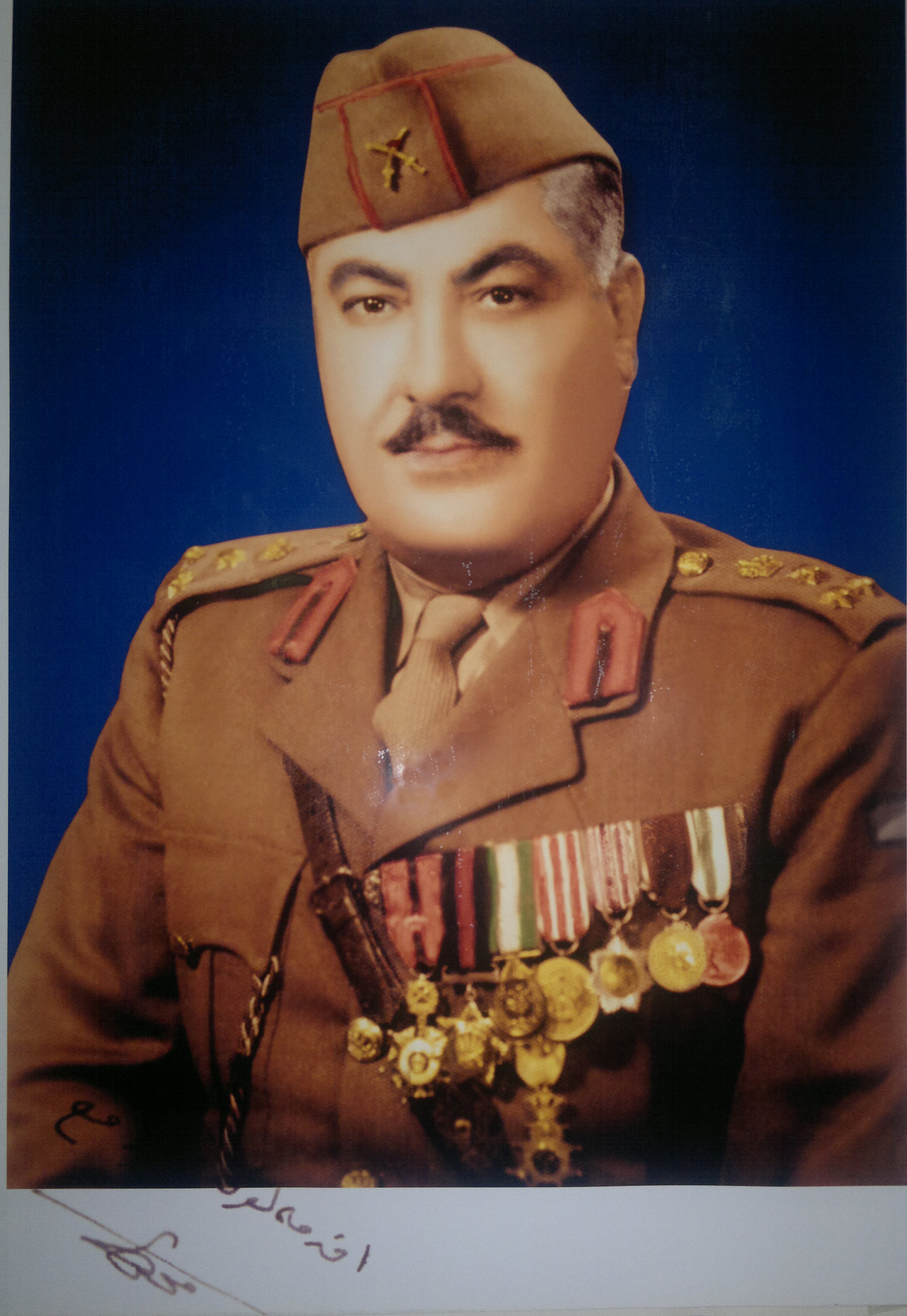
الزعيم طاهر عبد الغفور

## الوحدات العسكرية التي عمل فيها
نسب أول تخرجه في كيتبة الخيالة الثالثة ثم نقل إلى منصب امر رعيل خيالة سرية الحرس الملكي في 11 ايار 1933
نقل إلى منصب امر رعيل في سرية السيافة الأولى الكتيبة الثانية في 21 نيسان 1936
نظرا لكفائته العالية ومقدرته الاكاديمية وانضباطه العالي نقل إلى المدرسة العسكرية الملكية ولعدة مرات اولها في 7 اب 1936 كمعلم للتخطيط والفروسية
في 16 ايلول سنة 1937 نقل إلى منصب امر سرية في كتيبة الخيالة الثالثة
في عام 1938 قبل في كلية الاركان بدورتها الخامسة وتخرج فيها بدرجة ج (كفوء ركن عام 1940) (الحالة الأولى والفريدة من نوعها في تاريخ كلية الاركان العراقية)
في عام 15 كانون الثاني 1940نقل إلى منصب ضابط ركن في دائرة الحركات
في عام 3 تموز 1941 نقل إلى منصب مساعد امر الكلية العسكرية
في 9 ايلول 1941 نقل إلى منصب معلم الجغرافية في الكلية العسكرية
في 25 ايلول 1941 نقل إلى منصب معاون امر كتيبة خالد الثالثة
في عام 1942 نقل إلى منصب امر سرية في كتيبة خالد الثالثة
في 26 تموز 1944 نقل إلى منصب معلم الحرب في الكلية العسكرية
في 22 حزيران 1946 نقل إلى منصب معاون امر الكلية العسكرية
في 16 تشرين الثاني 1946 نقل إلى منصب معاون مدير ميرة الفرقة الثالثة
في 22 شباط 1947 نقل إلى منصب معاون امر كتيبة مدرعات خالد
في 20 كانون الثاني عام 1949 نقل إلى منصب امر كتيبة مدرعات خالد
في 13 كانون الأول 1953 نقل إلى منصب امر خط مواصلات الفرقة الأولى
في 15 تموز 1957 نقل إلى منصب رئيس المحكمة العسكرية الدائمية لوزارة الدفاع

## لقد تتلمذ على يديه عدد كبير من قادة الجيش العراقي وامريه ابرزهم
المهيب أحمد حسن البكر دورة 14 والفريق الأول الركن عبد الجبار شنشل دورة 18 والفريق سعيد حمو واللواء خليل جاسم الدباغ امر موقع الموصل ومسؤول الجتا والفرسان في الستينيات دورة 18 واللواء الركن عبد الجبار الاسدي واللواء الركن إبراهيم فيصل الأنصاري (رئيس اركان الجيش في نهاية الستينات) العميد الركن يونس عطار باشي (قائد فق 4 في الستينات) العميد الركن سعدون حسين والعميد الركن سعيد القطان والعميد الركن حسين الزرقي والعميد الركن سعيد فتحي الصقلي والعميد الركن دريد الدملوجي (وزير في الستينات) إضافة إلى ضباط آخرين لا تحظرني اسمائهم ولقد كان للمرحوم طاهر عبد الغفور دور رئيسي في تزكية وقبول عدد كبير من طلاب الموصل المتقدمين للقبول في الكلية العسكرية الملكية في حينه بفرعيها الحربي والتموين (الإداري)في حينه

## تشكيل صنف الدروع
في منتصف الاربعينات وبعد أن وضعت الحرب العالمية الثانية اوزارها الغي صنف الخيالة واستعيض عنه بصنف الدروع وتشكلت اولى كتائب المدرعات وكان طاهر عبد الغفور من أوائل ضباط الصنف المدرع ومن مؤسسيه حيث اسهم بفاعلية في وضع اللبنات الأولى لهذا الصنف الحيوي المهم

## حرب فلسطين
حرب فلسطين

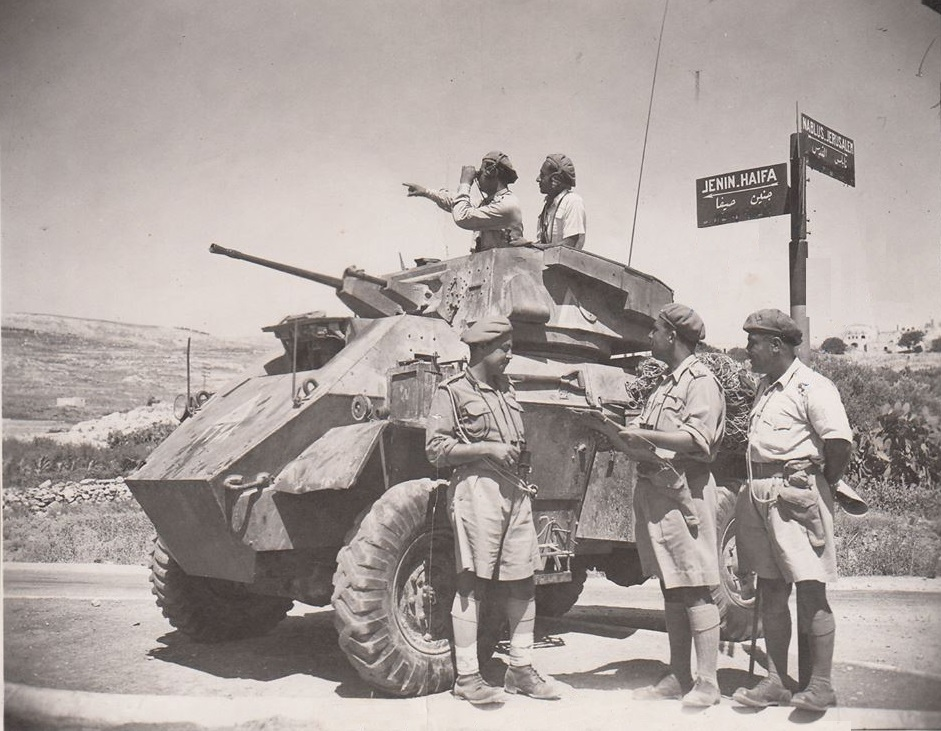
الزعيم طاهر عبد الغفور في فلسطين خلال حرب 1948

13- في عام 1948 لبى الجيش العراقي الباسل نداء الواجب الوطني والقومي وتحركت قطاعات الجيش باتجاه فلسطين وكان في حينها معاون امر كتيبة مدرعات خالد (كان تسليحها حينذاك مدرعات دملر المدولبة الإنكليزية الصنع) حيث تحركت هذه الكتيبة من معسكرها الدائمي في جلولاء ووصلت إلى فلسطين بوقت قياسي وشاركت في عدة معارك هناك أبرزها معركة تحرير جنين في 3 يونيو 1948ومعركة تحرير حصن كيشر ومعارك أخرى راجع صورة رقم وخلال وجود الكتيبة في فلسطين عين طاهر كامر للكتيبة ذاتها وذلك في20 كانون الثاني عام 1949 بعدها عادت قطاعات الجيش العراقي إلى معسكراتها الدائمية ورقي إلى رتبة عقيد بتاريخ 2 تشرين الثاني 1949

## انتفاضة بغداد
في عام 1952 حدثت انتفاضة شعبية ضد حكومة بغداد آنذاك وتدهور الوضع الأمني مما دعى الحكومة إلى استدعاء الجيش وانزاله في شوارع بغداد لضبط الأمن وكانت كتيبة مدرعات خالد بأمرة العقيد طاهر عبد الغفور هي الكتيبة المكلفة بهذا الواجب حيث روى طاهر هذه الرواية وذكر بأن ذلك الموقف الذي مر به كان من احرج وأصعب المواقف فقد صدرت الاوامر إلى قطاعات الجيش بفتح النار على المتظاهرين لتفريقهم وسيتطرد في روايته بأنه حينما نظر إلى حشود المتظاهرين وجد أن معظمهم فتيانا وشبانا وهم بأعمار اولاده غازي وهشام فكيف يصدر اوامر فتح النار على هؤلاء الشباب الابرياء وهم بمثابة اولاده ومن ناحية أخرى ان عدم تنفيذ الاوامر في الجيش في مثل هذه الحالة يعتبر عصيانا للاوامر العسكرية وقد يؤدي ذلك إلى اشد واقصى العقوبات تصل إلى الإعدام فتحدث بنفسه مع المتظاهرين طالبا منهم التفرق فلم يجدي ذلك نفعا ثم خطرت في ذهنه فكرة ذكية تتلخص بأنه امر ضباطه بملاحظته ومتابعة حركة يديه حين إصدار الاوامر فأشار بيديه إلى الاعلى ويعني بذلك فتح النار إلى الأعلى وبذلك الوقت تفرقت تلك التظاهرة بدون اية خسائر بشرية وتنفس الصعداء وحمد الله واثنى عليه لنجاة المتظاهرين

## ابرز الضباط الذين عملوا بأمرته
عندما عمل في كتيبة مدرعات خالد منذ عام 1947 ولغاية 1953 عمل بأمرته في الكتيبة الضباط التالية اسمائهم الفريق طاهر يحيى (رئيس الوزراء في الستينات)الفريق حمادي شهاب (وزير الدفاع في بداية السبعينات) الفريق سعدون غيدان (وزير الداخلية في السبعينات) العميد الركن عبد الكريم فرحان (وزير الإرشاد في الستينات)وكنعان حسن الحداد (متصرف لواء كربلاء ووزير سابق في الستينات)
كان للمرحوم طاهر علاقة طيبة بالفريق الركن عبد الكريم قاسم حيث سبق وان التقى به أثناء حرب فلسطين سنة 1948 صورة رقم مع حسين العمري وفي سنة 1957 ارسل الزعيم الركن عبد الكريم قاسم رسالة خطية إلى الوالد يوصي بها على ابن خالته المقدم فاضل المهداوي) الذي ترأس المحكمة العسكرية الخاصة سيئة الصيت بعد انقلاب 14 تموز 1958

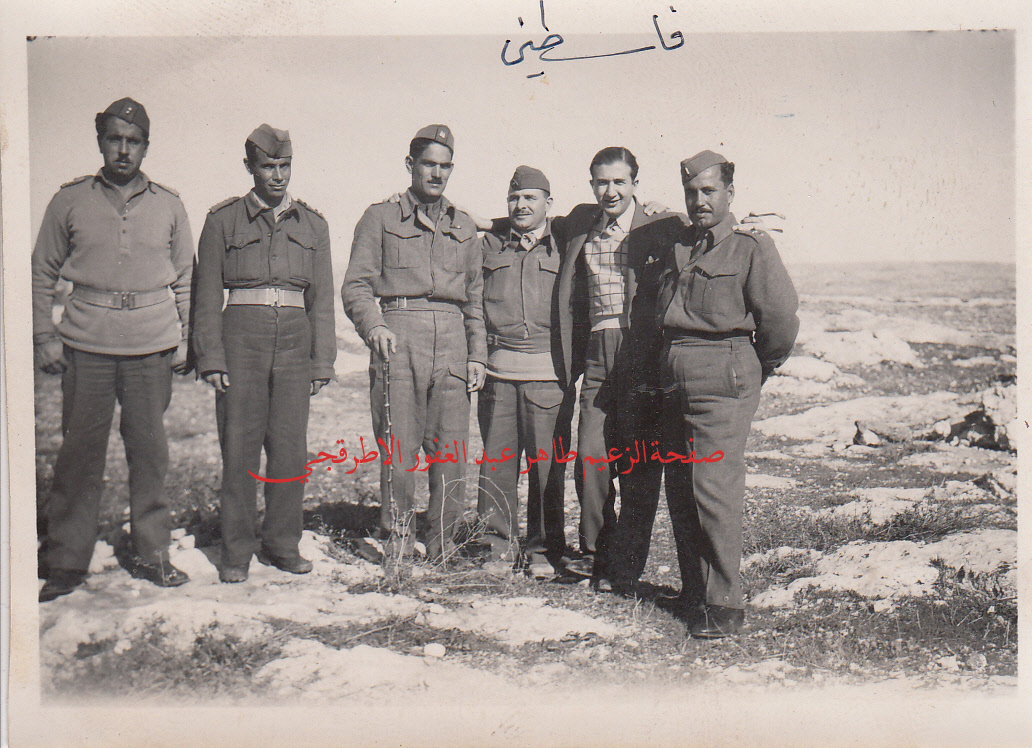
الزعيم طاهر عبد الغفور مع الزعيم عبد الكريم قاسم

## النصائح والارشادات
ومن النصائح والارشادات التي وجهها لأبنه هشام بعد تخرجه ومنحه رتبة ملازم ما يلي:
أ‌- إذا اردت ان تحترم فأحترم (إذا اردت ان تطاع فامر بالمستطاع)
ب‌- عليك بمتابعة احوال ومتطلبات مرؤوسيك من ملابس سكن طعام ترقية اجازات قبل ان تفكر براحتك وطعامك ونفسك
ج- لا تسب أو تشتم أي من مرؤوسيك وكن عادلا ونزيها
د- لا تعاقب مرؤوسيك بحرمانهم من الإجازة فأنها حق عائلته
ه- تجنب قدر الإمكان عقوبة قطع الراتب فأنها حق عائلته واستخدم اساليب أو عقوبات اصلاحية أخرى
ان اتباع الاساليب التربوية الصحيحة واحترام الضابط لنفسه والتعامل السليم سيجعل منه قدوة صالحة وستطاع اوامره مهما كانت صعبة أو خطرة وبمثل هذه الاساليب والاخلاق والسلوكيات وصل إلى ما وصل اليه الجيش العراقي في حينه من ضبط وربط وقوة شكيمة وبسالة واطاعة للاوامر والولاء للجيش والوطن

## نهاية الخدمة العسكرية
احيل طاهر عبد الغفور إلى التقاعد برتبة زعيم (عميد) في 14 تموز 1958 بموجب المرسوم رقم 6 وكان تسلسله في الجدول (19) بعد خدمة عسكرية جليلة ونقية وناصعه بلغت 31 عاما علما انه كان يستحق الترقية إلى رتبة لواء منذ مايس 1957 (أي مضت عليه جدولي ترقية ولم يترقى مع اقرانه)

## طي الصفحة البيضاء
20- توفي الحاج طاهر عبد الغفور ظهر يوم الاثنين 10 حزيران 1984 اثر نوبة قلبية كان يعاني منها منذ أكثر من عشرين عاما حيث شيع جثمانه من داره الكائنة في الاعظمية ببغداد ملفوفا بالعلم العراقي ونقل بعجلة عسكرية خاصة للجنازات الرسمية وصاحبت الجنازة فرقة موسيقى الجيش والتي عزفت الالحان الجنائزية خلال نقله ووري جثمانه الثرى في مقبرة الباب المعظم وقام الانضباط العسكري بأطلاق الرصاص
وهكذا طويت صفحة بيضاء ناصعه لهذا الرجل الرجل الذي خدم الجيش العراقي خدمة جليلة ملئها الفخر والاعتزاز وتبقى ذكراه العطرة واعماله الصالحة ومواقف البر والأحسان خالدة نسأل الله ان يجعلها في ميزان حسناته لتشهد له يوم الحساب (يوم لا ينفع مال ولا بنون الا من أتى الله بقلب سليم)

## وصلات خارجية
صفحة طاهر عبد الغفور زيدان الاطرقجي على الفيسبوك
- صفحة طاهر عبد الغفور

عراقيون شاركوا في حرب 1948